# Малый Макателем
Малый Макателем — село в городском округе Первомайск Нижегородской области.

## Описание
Расположено в 26 км к северу от Первомайска, в 33 к югу от Арзамаса и в 135 км от Нижнего Новгорода.
Через село протекают малые левые притоки Сухого Сатиса, создано несколько заболоченных прудов.
Имеется подъездная дорога к селу от автодороги Большой Макателем — Шатки (Р158).
| 2002 | 2010 |
| ---- | ---- |
| 417  | ↘344 |

## История
По одной из версий название имеет финно-угорские корни «ела» — «лесная речка», «ма» — «участок, территория». Участок Маката у Лесной речки. Коренное население — мордва.
Первое упоминание о Малом Макателеме звучит в 1592 г. в старинных Арзамасских поместных актах[каких?]: «…при разделе поместья в д. Кадышево Ичалковского стана на р. Сатис в качестве понятых присутствовала макателемская мордва Отяш Кокаин, Казел Митин, Рузан Сеитянов…»
В 1593 г. в этих же актах указано, что «…Василию Неклюдовичу Топорнину определили усадище по конец поля вниз речки Чичереи у бобровых прудищ, против мордовских полян Нового Мокотелему, от Федотовской деревни пашни. На отделе земли присутствовали мордва Старого Мокотелему сотник Лашута Резоватов, да Нового Мокателема Акчура Пахомов, да Килдяр Тумодеев…»
В писцовой книге Арзамасского уезда за 1621—1623 г.г. упоминается Макателемская пустошь на реке Лапше.
В 1628 г. в писцовых книгах Тимофея Измайлова упоминается первый русский житель — бортник и 10 мордовских дворов, в них 14 человек. В 1641 г. в дозорных книгах Данилы Зубова написано, что в деревне бортничьих и мордовских дворов 20, в них 34 человека. В 1646 г. в переписных книгах Федора Лыкова 19 бортничьих и мордовских домов, в них всего 67 человек.
А в 1677 г. ревизия насчитывает уже 6 бортничьих (русских) домов с 20 чел. и 18 мордовских дворов с 56 чел.